# Marvin Gaye
Marvin Gaye (født 2. april 1939, død 1. april 1984) var en amerikansk soulsanger.
Oprindeligt blev Marvin Gaye født med navnet Marvin Pentz Gay Jr. i Washington D.C. Hans far var præst og han havde to andre søskende, Marvin Gaye var den midterste af dem.
Gaye startede sin sangkarriere i forskellige lokale grupper, bl.a. a. The Rainbows. I 1961 blev interessen for det store sangtalent så stor, at Motown Records skrev kontrakt med Gaye. I begyndelsen af karrieren var det svært for Gaye at slå igennem, han var manden bag et par hits der kom i top 30 i USA indtil 1963. Efter 1963 havde Marvin Gaye flere top 10 hits og hans første top 40 album udkom i 1964. Han var i 1960'erne især kendt for at være en fremragende duetsanger, bl.a. andre Tammi Terrell var en af mange kvinder han sang med. Tammi Terrell blev syg af kræft i slutningen af 1960'erne og hun kunne ikke optræde efter 1967. Marvin Gaye var dybt rystet og det fik ham til at skrive og synge nogle af hans største hits, bl.a. andet "I Heard It Through The Grapevine", sangen der lå nr. et i USA i 1968. I 1970 døde Terrell af sin sygdom og det efterlod Marvin Gaye med en dyb depression. Imidlertid var Gaye træt af den popmaskine som Motown var, og han søgte så nye udfordringer. Han producerede og skrev så, det der af mange kaldes for det bedste soulalbum nogensinde, What's Going On i 1971. Han havde problemer med at få albummet udgivet fordi folkene i Motown ikke mente at det ville blive en succes, de savnede 
Motowns traditionelle stil. Albummet skulle senere vise sig at blive en stor succes, sangen What's Going On fik en placering som nr. 2 i USA.
I 1970'erne og 80'erne udgav Gaye andre soulklassikere som "Let's Get It On", "Here My Dear" og "Midnight Love".
Gaye's liv endte dog tragisk i 1984 da han blev skudt af sin far under et skænderi. Gaye er en af de mest indflydelsesrige, roste og succesfulde kunstnere til dato. What's Going On er af Rolling Stone blevet kåret som det sjette bedste album nogensinde. The Guardian har kåret det som det bedste album nogensinde og VH1 har også albummet i top 10 på listen over de bedste albums nogensinde. Gaye havde i sin karriere 3 hits som nåede den amerikanske førsteplads.